# Папуга-віхтьохвіст синьоголовий
Папуга-віхтьохвіст синьоголовий (Prioniturus discurus) — вид папугоподібних птахів родини Psittaculidae. Ендемік Філіппін.

## Опис
Довжина птаха становить 27 см. Забарвлення переважно зелене, спина дещо темніша, нижня частина тіла жовтувато-зелена. Верхня частина голови бірюзово-синя. Нижні покривні пера крил і хвоста темно-зелені. Два центральних стернових пера видовжені, мають голі стрижні, на кінці у них чорні "віхті". Дзьоб сірувато-білий.

## Підвиди
Виділяють два підвиди:
- P. d. whiteheadi Salomonsen, 1953 — від південного Лусона до островів Лейте і Бохоль;
- P. d. discurus (Vieillot, 1822) — Мінданао, Басілан і острови Сулу.

## Поширення і екологія
Синьоголові папуги-віхтьохвости мешкають на більшості островів Філіппінського архіпелагу, за винятком Західних Вісаїв, Палавану і сусідніх островів. Вониживуть у вологих рівнинних і гірських тропічних лісах, в мангрових лісах, садах і на плантаціях. Зустрічаються невеликими зграйками, на висоті до 1750 м над рівнем моря. Живлятся плодами, ягодами, горіхами і насінням. Гніздяться в дуплах дерев.